# 科伦代克
科伦代克（荷蘭語：Korendijk，荷蘭語：[ˈkoːrə(n)ˌdɛi̯k] ⓘ）是荷兰南荷兰省的一个旧市镇，位于胡克瑟瓦尔德岛（Hoeksche Waard）上。2004年人口11,019。面积100.48 km² (38.80 mile²) ，其中22.57 km² (8.71 mile²) 为水域。2019年1月1日，科伦代克与市镇克罗姆斯特赖恩、宾嫩马斯、旧拜耶兰和斯特赖恩合并为新市镇“胡克瑟瓦尔德”（Hoeksche Waard）。